# Cornelius Edzard

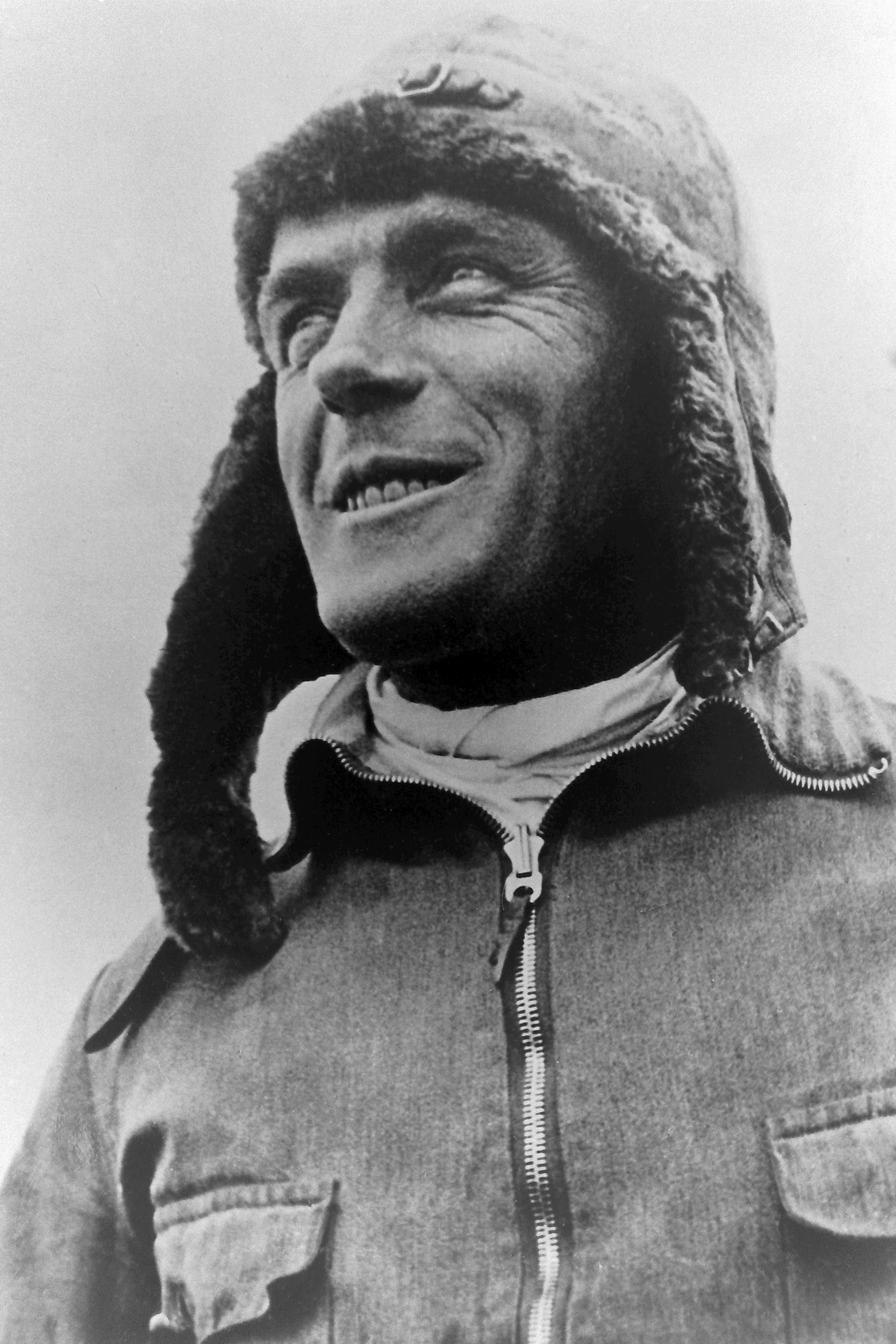
Cornelius Edzard (Ort und Datum der Aufnahme unbekannt.)

Cornelius Henri Edzard (* 22. Mai 1898 in Bremen; † 8. Januar 1962 in Bremen) war ein deutscher Flugpionier, Fluglehrer und Flughafendirektor.
Vor und während des Zweiten Weltkrieges war er auch Kommandant verschiedener Flugzeugführerschulen und Fliegerhorste.

## Leben
Cornelius Edzard war der Sohn des Bremer Rechtsanwalts Conrad Edzard (1858–1930) und Magda Edzard, geborene Melchers (1864–1947). Er war schon in seiner Jugendzeit begeisterter Anhänger der beginnenden Flugzeugzeit und baute leistungsfähige, prämierte Flugzeugmodelle.
Zu Beginn des Ersten Weltkrieges meldete er sich freiwillig zum Heer. Später wechselte er zur entstehenden Luftwaffe und ließ sich zum Piloten ausbilden. Zunächst als Pilot von Aufklärungsflugzeugen beendete er den Krieg im Rang eines Leutnants als Jagdflieger. Nach dem Ende des Krieges arbeitete er kurzzeitig als Landwirt bei Graf Luckner und kaufte sich Anfang 1921 in der Prignitz einen eigenen Bauernhof zur Bewirtschaftung, stieß ihn jedoch im Jahr darauf wieder ab und kehrte nach Bremen zurück. 1923 wurde er Einflieger der Bremer Flugzeugbau AG, der späteren Focke-Wulf-Flugzeugbau AG. Ab 1924 war er Chefpilot bei dem Flugzeugbauer. Er beteiligte sich 1924 an der Gründung der Bremer Luftverkehr GmbH (später Norddeutsche Luftverkehr AG), die bis 1933 bestand und war ihr Geschäftsführer.
Vom 3. bis 5. August 1927 stellten die Piloten Cornelius Edzard und Johann Risticz mit einer Junkers W 33 L 5 einen Dauerflugrekord von 52 Stunden und 22 Minuten auf, der vom Junkers-Werk im Rahmen der Vorbereitungsflüge zur Atlantiküberquerung durchgeführt wurde. Der Versuch der ersten Ost-West-Atlantiküberquerung mit den einmotorigen Junkersmaschinen Europa durch die beiden Piloten Edzard und Risticz und dem Journalisten Knickerbocker, sowie der Bremen mit der Besatzung Hermann Köhl, Fritz Loose und Günther von Hünefeld scheiterte am 14. bzw. 15. August 1927. Auf Grund eines Motorschadens (die Europa) bzw. Sturms (die Bremen) mussten beide Maschinen umkehren und die Europa wurde bei der Notlandung auf dem Bremer Flugplatz schwer beschädigt. Im Folgejahr am 12. April 1928 gelang es dann der Besatzung mit den Piloten Hermann Köhl und James Fitzmaurice sowie Günther von Hünefeld (als Passagier) mit der Junkers W 33 L 5 Bremen den Atlantik von Ost nach West zu überqueren. Diese Maschine steht heute in der Bremenhalle auf dem Flughafen Bremen.
In der Folgezeit stellte Cornelius Edzard noch weitere Rekorde auf und kümmerte sich aber im Wesentlichen um die Norddeutsche Luftverkehr AG. Im Jahre 1933 wurde er als Nachfolger von Hans Gygas Direktor des Flughafens Bremen und Geschäftsführer der 1921 gegründeten Bremer Flughafenbetriebsgesellschaft. Im Jahre 1935 zog es ihn zur enttarnten deutschen Luftwaffe und wurde vor und während des Zweiten Weltkrieges Kommandant von Flugzeugführerschulen und Fliegerhorsten. Den Krieg beendete er im Rang eines Obersten.
Nach dem Zweiten Weltkrieg arbeitete als Luftfahrtsachverständiger für den Bremer Senat. Als Gründungsmitglied der 'Helikopter-Union Bremen GmbH, (1953) deren Prokurist er war, propagierte er den Hubschrauber deutschlandweit.
Dietz (Dietrich Hermann) Edzard (1893–1963), Maler und Kurt (Conrad Karl) Edzard (1890–1972), Bildhauer waren Brüder von Edzard.
Seine Asche wurde am 16. Januar 1962 im Beisein von seiner ältesten Tochter Maria, Kurt Lücke, Heinz Gieseken und Hans-Joachim Schulze über dem Bremer Flughafen ausgestreut. Seine Urne befindet sich auf dem Riensberger Friedhof in Bremen im Familiengrab Gustav Cornelius Melchers – seinem Großvater mütterlicherseits.

### Ehrungen
Die Cornelius-Edzard-Straße am Bremer Flughafen in der Bremer Neustadt ist nach ihm benannt worden.